# Platyla perpusilla
Platyla perpusilla ist eine auf dem Land lebende Schnecke aus der Familie der Mulmnadeln (Aciculidae) in der Ordnung der Architaenioglossa („Alt-Bandzüngler“).

## Merkmale
Die rechtsgewundenen Gehäuse sind 1,3 bis 2,0 mm hoch und 0,65 bis 0,70 mm breit. Sie sind vergleichsweise sehr klein, annähernd zylindrisch und weisen 4,5 bis 5,5 wenig gewölbte Umgänge auf. Die Höhe des letzten Umgangs erreicht etwa ein Viertel der Gehäusegesamthöhe, die letzte Windung steigt jedoch zur Mündung hin kaum an. Die Umgänge weisen unter der Naht keinen Nahtfaden und auch keine Kante auf. Die Mündung ist in der Frontalansicht eckig-abgerundet und oben zugespitzt. Die Höhe der Mündung beträgt 0,5 bis 0,6 mm, die Breite 0,35 bis 0,45 mm. In der Seitenansicht ist der Mundsaum mittig leicht konvex nach vorne gebogen. Er ist der Basis und an der Spindelseite ein wenig erweitert. Der Parietalkallus ist deutlich entwickelt, dagegen fehlt eine Angularis. Der sehr schmale und dünne Nabelkallus ist auf die Nabelregion beschränkt; er erstreckt sich nicht in Richtung zum Parietalkallus. Im Nackenbereich ist nur bei stärkerer Vergrößerung eine sehr leichte Verdickung (Nackenwulst) erkennbar. Die Gehäuse sind farblos und durchsichtig.

### Ähnliche Arten
Die Gehäuse von Platyla stussineri und Platyla minutissima sind noch kleiner, Platyla stussineri ist zudem schmaler als Platyla perpusilla. Weiter ist die Gehäusemündung von Platyla stussineri in der Frontalansicht mehr gerundet und der Mundsaum in der Seitenansicht mittig stärker konvex nach vorne gewölbt. Platyla minutissima ist nicht nur kleiner, sondern das Gehäuse ist noch deutlicher zylindrisch ausgebildet. Platyla microspira ist in der Gestalt und auch der Größe des Gehäuses Platyla perpusilla sehr ähnlich, besitzt aber einen Nackenwulst, der zwar flach, aber nach hinten scharf begrenzt ist.
Platyla similis und Platyla jankowskiana sind größer und breiter als Platyla perpusilla. Platyla similis hat ein mehr kegelförmiges Gehäuse, der Nackenwulst ist undeutlich begrenzt. Bei Platyla jankowskiana ist zudem die Mündung in der Frontalansicht mehr rundlich-oval.

## Geographische Verbreitung, Vorkommen und Lebensweise
Das Verbreitungsgebiet der Art umfasst Serbien, das westliche Rumänien und das nordöstliche Ungarn. Dabei das Vorkommen in Ungarn an der Grenze zur Ukraine ein Genistfund an der Theiß, d. h. die Leergehäuse könnten auch aus der Ukraine (oder Nordwestrumänien) eingespült sein. Die Tiere leben an feuchten Standorten in der Laubstreu und im Mulm von Wäldern.

## Taxonomie
Das Taxon wurde 1880 von Otto Reinhardt als Acme perpusilla erstmals beschrieben. Boeters et al. (1989) stellten die Art zur Gattung Platyla.

## Belege

### Online
- Animal Base: Species summary for Platyla perpusilla (Reinhardt, 1880)